# Wendy Alexander

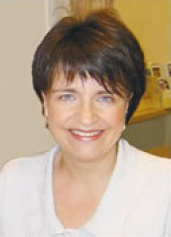
Wendy Alexander, 2006

Wendy Cowan Alexander, Baroness Alexander of Cleveden (* 27. Juni 1963 in Glasgow) ist eine schottisch-britische Politikerin und Mitglied der Labour Party.

## Leben
Alexander besuchte die Park Mains High School in Erskine und das Lester B. Pearson College in Metchosin, Kanada. Sie studierte anschließend an der Universität Glasgow, der Universität Warwick und der INSEAD Business School in Frankreich. Ab 2002 arbeitete Alexander als Dozentin an der Universität Strathclyde. Sie ist mit dem Professor Brian Ashcroft verheiratet und zweifache Mutter. Ihr Bruder Douglas Alexander ist der Unterhausabgeordnete für den Wahlkreis Paisley and Renfrewshire South, Douglas Alexander.

## Politischer Werdegang
Nach dessen Wahl in das Britische Unterhaus war Alexander für den Labour-Unterhausabgeordneten George Galloway tätig und arbeitete anschließend für die Labour Party in Schottland. Nach dem Wahlsieg der Labour Party bei den Unterhauswahlen 1997 gab ihr Parteikollege und späterer Erster Minister, Donald Dewar, eine Position als Beraterin. Angeblich sah Dewar Alexander als potentielle Nachfolgerin für seine Position. Bei den ersten Schottischen Parlamentswahlen im Jahre 1999 trat Alexander erstmals zu Wahlen auf nationaler Ebene an. Sie bewarb sich um das Direktmandat des Wahlkreises Paisley North und konnte es mit deutlichem Vorsprung vor dem SNP-Kandidaten erringen. Im Anschluss an die Wahl wurde sie zur Staatssekretärin für Gemeinden ernannt. Nach Dewars Tod im Jahre 2000 bewarb sie sich jedoch nicht um dessen Nachfolge, sondern unterstützte den Kandidaten Henry McLeish. Unter McLeish wurde sie dann zur Staatssekretärin für Unternehmen und lebenslanges Lernen ernannt. Nach McLeishs Rückzug einen Monat später wurde sie Staatssekretärin für Unternehmen, Verkehr und lebenslanges Lernen. Alexander wurde als mögliche Nachfolgerin als Parteichefin gehandelt, zog dieses ansinnen dann jedoch wieder zurück. Im Mai 2002 zog sie sich vollständig aus der Parteiführung zurück und gab auch ihre Position als Staatssekretärin auf. Bei den Parlamentswahlen 2003 und 2007 verteidigte Alexander ihr Mandat. Nach der Wahl fungierte sie bis September 2007 als Parteisprecherin für Finanzen. Ohne Gegenkandidat wurde sie zur Fraktionsführerin der Labour Party gewählt und löste damit Jack McConnell ab.

## Rückzug aus der Politik
Im November 2007 wurde bekannt, dass zur Wahlkampagne Alexanders zur Fraktionsführerin nicht deklarierte Spendengelder in Höhe von 950 £ geflossen waren. Anhand eines Dankesschreibens Alexanders konnte nachgewiesen werden, dass sie über den Vorgang informiert war. Spender war der Immobilienmagnat Paul Green. Da der auf Jersey lebende Green kein eingetragener Wähler im Vereinigten Königreich war, hätte diese Spende nicht angenommen werden dürfen. Die Wahlkommission entschied jedoch, dass Alexander zwar nicht alle möglichen, jedoch ausreichende Schritte unternommen hätte, um die Spendenregelung einzuhalten. Nach Meldung wurde der Vorgang in einer weiteren Instanz untersucht mit dem Ausgang, dass keine Anklage erfolgen werde. In der Abendsitzung vor der Sommerpause beschloss eine SNP-geführte Kommission mit 4:3 Stimmen die Beantragung einer eintägigen Parlamentssperre für Alexander. Über den Antrag sollte nach der Sommerpause abgestimmt werden. Da Alexander das schwebende Verfahren nicht über Monate auf sich und ihrer Partei lasten lassen wollte, trat sie am 28. Juni als Fraktionsführerin zurück. Der Antrag wurde letztlich mit 70:49 Stimmen bei zwei Enthaltungen abgelehnt. Zu den Parlamentswahlen 2011 trat Alexander nicht mehr an. Sie kündigte an, sich aus der Politik zurückzuziehen.

## Rückkehr in die Politik
Am 3. Februar 2025 wurde sie als Baroness Alexander of Cleveden, of Cleveden in the City of Glasgow, zum Life Peer erhoben und ist dadurch seither Mitglied des britischen House of Lords.